# Martti Uosikkinen
Martti Uosikkinen, né le 20 août 1909 à Kuopio et mort le 9 mars 1940 à Kollaa, est un ancien gymnaste finlandais qui a concouru aux Jeux olympiques de 1928, 1932 et 1936. Il a remporté la médaille de bronze lors de ces deux dernières éditions.